# Alberto de Mendoza
Alberto Manuel Rodríguez Gallego González de Mendoza, más conocido como Alberto de Mendoza (Buenos Aires, 21 de enero de 1923 - Madrid, 12 de diciembre de 2011), fue un actor argentino nacionalizado español.

## Biografía
Alberto Manuel Rodríguez Gallego González de Mendoza nació en Buenos Aires, en Avenida Cabildo y Maure, el 21 de enero de 1923. Fue un actor arquetipo del porteño, protagonizó películas de gran éxito en la década de 1950-60 y su fama trascendió Argentina. 
Quedó huérfano a los cinco años y lo crio su abuela en Madrid. Al finalizar la guerra civil española en 1939 regresó a Buenos Aires, y luego volvió a España en 1960. Su carrera transcurrió entre Argentina y España con filmaciones en Italia y Francia, en películas de acción, terror y spaghetti western.
A lo largo de su carrera participó en más de 100 películas, trabajando en teatro y televisión. Actuó junto a Alberto Closas, Sara Montiel, Olga Zubarry, Delia Garcés, Ernesto Bianco, Jack Palance, Telly Savalas, Irene Papas, Peter Cushing, Christopher Lee, Silvia Pinal en la película  La dulce enemiga de (1957), con el personaje de Ricardo, y otros grandes de la pantalla. 
Su consagración cinematográfica llegó en 1950 en Filomena Marturano, con Tita Merello, especializándose en ese momento en papeles de joven aprovechador. Los roles protagónicos llegaron hacia el fin de la década, destacándose en El jefe (Fernando Ayala, 1958). En los inicios de la televisión argentina tuvo un papel de impacto en el programa Yo y un millón (Francisco Guerrero, 1960, Canal 7), antes de tentar suerte en España, donde desarrolló una extensa carrera y se nacionalizó español.
Falleció en Madrid, España, el 12 de diciembre de 2011, a la edad de 88 años, luego de encontrarse varios días internado en la Clínica de la Luz debido a una insuficiencia respiratoria.

## Televisión
- Yo y un millón
- El Rafa
- El oriental
- Tiempo cumplido
- Hombres de honor
- Cuando enero cuenta bajo, emitido por Canal 7 y escrito por Jorge Falcón. Junto a Iris Marga y Nora Palmer.
- El precio del poder

## Discografía
- 1981: "Esas cosas de barrio" - EMI Odeon

## Premios y reconocimientos
Alberto de Mendoza resultó ganador de numerosos premios, entre ellos:
- El Cóndor de Plata al mejor actor, en 1958 y 1982, por sus papeles en las películas El jefe, de Fernando Ayala, y El infierno tan temido, de Raúl de la Torre, respectivamente.
- Premio ACE al mejor actor de televisión por El oriental (1982).
- El Premio Konex - Diploma al Mérito en 1981.
- En 2009 recibió el Premio Actúa de la Fundación AISGE a la trayectoria profesional. Era el socio número 136 de la entidad.[2]
- En 2010 le otorgaron el premio al mejor actor por su trabajo en la película La mala verdad, en el Festival de Málaga.[2]
- En 2010, durante la ceremonia de los Premios Martín Fierro, se le hizo un homenaje y se le entregó una plaqueta celebrando los 30 años de la exitosa serie El Rafa, que el actor protagonizara.[3]